# André Hissink
André Louis Armand Hissink (Batavia (Nederlands-Indië), 26 juni 1919 – Perth (Ontario), 1 januari 2024) was een Nederlands oorlogsveteraan die tijdens de Tweede Wereldoorlog diende bij het 320 Dutch Squadron van de Britse Royal Air Force (RAF).

## Levensloop
Hissink werd op 26 juni 1919 geboren in Batavia. Op achtjarige leeftijd verhuisde hij met zijn familie naar Nederland. Na de middelbare school studeerde hij rechten aan de Rijksuniversiteit Utrecht, maar brak deze studie af, nadat hij wegens de mobilisatie werd opgeroepen voor het leger. Hij ontkwam aan het bombardement op Rotterdam en vertrok hierop naar het Verenigd Koninkrijk. In 1943 voltooide hij zijn opleiding tot vlieger in zijn geboortestad Batavia, alsook in de Verenigde Staten, waarna hij als bommenwerperpiloot bij de RAF in dienst trad. Hij werd onderdeel van het 320 Dutch Squadron, dat oorlogsmissies uitvoerde boven Nederland, België, Frankrijk en Duitsland. Hissink werd in december 1944 uit de lucht geschoten na een aanval op de Duitsers tijdens de Slag om de Ardennen, maar dit wist hij te overleven. In totaal maakte hij 69 vluchten met dit squadron.
Na de oorlog keerde Hissink terug naar Nederland, waar hij solliciteerde naar banen als piloot, maar hij kreeg te horen dat er geen plaats voor hem was binnen de Nederlandse luchtvaart. Hij had meer succes in het buitenland, zo werkte hij in Zwitserland, Nieuw-Zeeland en Canada.
In mei 2022 kwam de 102-jarige Hissink weer in het nieuws, nadat hij de Nederlandse nationaliteit terugkreeg. Deze moest hij in 1953 opgeven om in het buitenland werkzaam te kunnen zijn.

## Persoonlijk
Hij was een zoon van het echtpaar Johanna Christina ter Brugge en André Louis Armand Hissink, wonende op Weltevreden. In 1941 trouwde Hissink met de Britse Janet Russell, die in 2007 overleed. Met haar kreeg hij drie kinderen. Hij woonde sinds 1993 in het Canadese Ontario. 
Hissink overleed alhier op nieuwjaarsdag 2024 op 104-jarige leeftijd.

## Onderscheiding
- Vliegerkruis op 21 december 1944[7][8]